# Esperanza Guisán
Esperanza Guisán Seijas (La Coruña, 23 de abril de 1940 - Santiago de Compostela, 27 de noviembre de 2015) fue una filósofa, catedrática de filosofía moral y política y ensayista española, reconocida por ser la introductora del utilitarismo contemporáneo en España y difusora de una ética informada por la justicia, la felicidad y el bienestar.

## Biografía
Fue la primogénita de una familia de diez hermanos. Sintió muy precozmente la llamada de las humanidades, pero de los 12 a los 20 años tuvo que asistir, por deseo de su padre (un pequeño empresario maderero), a una Escuela de Altos Estudios Mercantiles. Al acabar estos estudios, ingresó en una fábrica de tejidos como auxiliar administrativa, aunque siguió manteniendo sus aficiones literarias y musicales. En 1965, tras pasar algunos meses en Londres, fue contratada como profesora de inglés en un colegio privado de Santiago de Compostela.
Esperanza Guisán comenzó a asistir a clases de Filosofía y Letras en la universidad de Santiago de Compostela y en 1967 consiguió una beca de la Caja de Ahorros que le permitió trasladarse a Valencia a estudiar filosofía pura. En palabras de la propia autora, esta ciudad fue su “cuna filosófica” y el punto de partida de sus inquietudes intelectuales, políticas y morales.
En una época en la que ir a la universidad no era fácil ni habitual para las mujeres, Guisán fue de las pioneras que estudió una carrera y llegó a catedrática.

## Trayectoria
Durante su estancia en Valencia, fue perfilando su vocación hacia los estudios de la ética, que cristalizaron con una tesinaː Necesidad de una crítica de la razón pura práctica  y una tesis doctoral (1976) -para cuya redacción obtuvo una Beca la Fundación Juan March, que le permitió dejar la docencia privada y dedicarse por entero a los estudios- que dio origen a dos publicaciones posteriores: Los presupuestos de la falacia naturalista (1981) y Cómo ser un buen empirista (1985). Ingresó la universidad de Santiago de Compostela como Agregada de Ética (1976), donde fue luego, a partir de 1980, Profesora Titular y, en 1987, catedrática de Ética.
Desde la universidad se vinculó al estudio de la ética y del utilitarismo, en especial al pensamiento de John Stuart Mill, el máximo exponente del utilitarismo, del que tradujo al español algunas obras y prologó varias. Según palabras de Victoria Camps respecto de Esperanza Guisán,"nadie se dedicó en España con mayor tesón a recorrer la senda trazada por John S. Mill, a quien convirtió en su filósofo de cabecera". Su pensamiento le llevó a la defensa de una ética laica, que entroncase con la felicidad, la justicia y el bienestar. Entendió el utilitarismo en su sentido más original, como la defensa de la propia felicidad y la felicidad de todos los demás, en lo que se considera una ética que termina por desembocar en la política. Así, también entendió la democracia como algo más que un mero sistema instrumental, por lo que resultaba imprescindible que quedase «etizada». Fue una firme defensora del laicismo y estuvo muy activa en cuanto a la incorporación en la enseñanza de la asignatura de Educación para la Ciudadanía.
Además de introducir en España el conocimiento más profundo del utilitarismo y ser su gran defensora, también ejerció como divulgadora en el mundo hispano y lusófono. En torno a ese objetivo fundó y dirigió Télos. Revista Iberoamericana de Estudios Utilitaristas y fue directora, miembro del consejo de redacción y colaboradora de la revista Ágora. Papeles de Filosofía. Consiguió así que emergiera una red de personas seguidoras e interesadas en continuar esa labor.
Del conjunto de sus obras, destacan Razón y pasión en ética, Los dilemas de la ética contemporánea, Introducción a la ética, Manifiesto hedonista (se consideró como un tratado de la felicidad), Ética sin religión y Más allá de la democracia.
Esperanza Guisán fue promotora de la Sociedad de Estudios Utilitaristas en España y presidenta de honor de la Sociedad Iberoamericana de Estudios Utilitaristas (SIEU) de la que fue su fundadora en 1990.

## Algunas aportaciones a la teoría política
En el reconocimiento de su trabajo, destacó el estudio y divulgación de la filosofía utilitarista y la defensa de su tesis fundamentalː no piensan solo en la felicidad del individuo, sino que también les preocupa la felicidad de todas las personas y por tanto su ética desemboca inevitablemente en la política. Para Guisán, John Stuart Mill no era individualista ya que luchó mucho contra el analfabetismo y por mejorar las condiciones de vida de la gente. Por tanto, esta filosofía fomenta la igualdad, la solidaridad y la felicidad. Pensaba que la educación cambiaría las cosas, pero según la catedrática, el problema reside cuando se da instrucción o adoctrinamiento, pero no se educa en desarrollar la mente y la capacidad de pensar y de sentir solidariamente. Todo ello, en conjunto, es necesario para alcanzar el areté concepto griego (Hipias de Élide → capacitación para pensar, para hablar y para obrar con éxito). La excelencia política lo que para Esperanza Guisán sería la ciudadanía, implica un conjunto de cualidades cívicas, morales e intelectuales.
A través de sus obras se perfila un sistema personal de filosofía moral que busca reconciliar los elementos de justicia, puestos de relieve por las éticas deontológicas como la de Kant, con los elementos hedonistas, propios de la ética de Epicuro, o de la moral utilitarista de Bentham y John Stuart Mill. La propuesta ética de Guisán es una teoría de la justicia que incluya la felicidad, o una teoría del bienestar, cuyos objetivos prioritarios deben ser: una razón práctica empíricamente condicionada (a diferencia de la razón formal kantiana) como punto de partida, una base natural para la ética o mínimo natural en ética (en cuanto a valores, deberes, derechos y normas, propios de la condición humana); evitar cualquier fundamentación de la moral en algo transmundano o superior; recuperar el sentimiento de simpatía o humanidad, al estilo de Hume, como fundamento personal de lo ético, lo justo y lo moral, y una concepción del bienestar o de la felicidad, en la composición entre la igualdad, la individualidad y la libertad, como elementos éticamente importantes.
En su obra Más allá de la democracia Esperanza Guisán distingue con claridad la democracia prudencial de la democracia moral. La democracia prudencial es, a sus ojos, en realidad una caricatura de la democracia. Se deja que cada persona exprese su opinión reclamando atención a sus intereses propios y a sus placeres inmediatos, cuando la democracia se concibió pensando en la mayor felicidad del mayor número. La democracia prudencial es conservadora y egoísta. Por el contrario la democracia moral es el igual cuidado de lo propio y el de los demás; busca ampliar el círculo de la empatía, la simpatía, la compasión de modo que no solo nos respetemos todos por igual, sino que nos cuidemos unos a otros. Una frase suya puede resumir bien su lógica y su perspectiva ética: “Cuanto más luches por la felicidad global, más honda y duradera será tu felicidad propia”.
En la misma obra, deja su visión de la democracia en el año 2000. Para Esperanza Guisán, la democracia moral sería exigible desde un punto de vista ético. En las democracias occidentales, los aspirantes a gobernantes acuden al mercado de votos utilizando las técnicas de la propaganda, la retórica, etc., de modo que los que consiguen más votos no son los políticos más sabios, más honestos y cabales, sino los que poseen más habilidades en la persuasión. Nadie busca la verdad. El sentido de la empatía y el de la imparcialidad están totalmente atrofiados. La democracia, a pesar de sus méritos innegables frente a otros sistemas de gobierno, funciona mal y propicia una forma de existencia éticamente mediocre en ausencia de los sueños de perfección y utopía propios de las éticas progresistas de todos los tiempos.

## Temas de investigación
Tal como ella misma describió en unas breves notas autobiográficas, su actividad intelectual se centró enː la ética normativa, a través de múltiples estudios sobre diversas maneras de entender el utilitarismo; la educación y desarrollo moral, concretamente la capacitación de las personas a saber emitir un juicio moral o un razonamiento moral correcto recurriendo a los principios de Piaget y Kohlberg; la vinculación ética con la filosofía política y filosofía práctica y la matemáticas, con cuestiones que se refieren a la fundamentación de la racionalidad práctica. En este último campo son significativas sus obrasː Ética sin religión (1983); Razón y pasión en ética. Los dilemas de la ética contemporánea (1986); De la justicia a la felicidad. Apuntes para una Reformulación de la ética neoutilitarista (1989) y Manifiesto hedonista (1990).

## Obra
- ¿Qué es filosofía moral? (1977)
- Naturalismo y empirismo ético (una réplica a G. E. Moore) (1977)
- Los presupuestos de la falacia naturalista. Una revisión crítica (1981)
- Ética sin religión (1983)
- Cómo ser un buen empirista en ética (1984)
- Razón y pasión en ética (1986)
- Esplendor y miseria de la ética kantiana (1988)
- Manifiesto hedonista (1990)
- La ética mira a la izquierda (1992)
- Introducción a la ética (1995)
- Más allá de la democracia (2000)
- Una ética de libertad y solidaridad: John Stuart Mill (2008)
- Ética sin religión. Para una educación cívica laica (2009)

## Premios y reconocimientos
El 8 de marzo de 2013, con motivo del Día de Internacional de la Mujer Trabajadora se le rindió homenaje junto a cinco filósofas españolas pertenecientes a la generación de los 40ː Celia Amorós, Victoria Camps, Amelia Valcárcel, Adela Cortina y Mª Teresa López de la Vieja, en la Biblioteca de Filosofía de la Universidad Complutense de Madrid.
En el año 2010 se le rindió homenaje en el Seminiario Internacional Razón y pasiones en el utilitarismo. Veinte años de estudios utilitaristas iberoamericanos organizado por la Universidades de Coruña, Rutgers (Estados Unidos), Universidad Autónoma de Madrid, Universidad de Santiago de Compostela y la Universidad Complutense de Madrid.